# رابرت هابر
رابرت هابر یک زیست شیمیدان آلمانی و برنده جایزه نوبل است. او ۲۰ فوریه سال ۱۹۳۷ در مونیخ زاده شد. در سال ۱۹۸۸
«برای تعیین ساختار سه بعدی یک مرکز واکنش فوتوسنتزی»
به همراه هارتموت می‌شاییل و یوهان دشنهافر موفق به دریافت جایزه نوبل شیمی شد.